# キャウン
キャウン(Kevum、シンハラ語: කැවුම්)は、米粉とクジャクヤシの糖蜜から作られるスリランカの揚げた甘いペイストリーである。 オイルケーキとも呼ばれ、伝統的にスリランカの新年の際に食べられる。

## 歴史
キャウンは、Ummagga Jatakaya、Saddharma Ratnawaliya、Pujawaliya等の古いスリランカの文献にも言及されている。

## バリエーション
古いスリランカの文献であるDhathuwansayaは、Sedhi Kevum、Mun Kevum、Ulundu Kevum、Uthupu (ココナッツの殻を使って形を作る)、Ginipu (火のキャウン)等を含む18種類のキャウンに言及している。